# 鈴木規子
鈴木 規子（すずき のりこ）は、日本のJICA職員。宮内庁皇嗣職宮務官。元独立行政法人国際協力機構（JICA）理事・国際緊急援助隊事務局長。元国際協力機構（JICA）スリランカ・マレーシア事務所長。

## 人物・経歴
1981年、上智大学文学部英文学科卒業。大学卒業後、国際協力事業団（現・国際協力機構）に入団。その後、各部署において、主に社会開発分野の業務を担当。1996年、外務省に出向し、日本政府国連代表部一等書記官に就任。1998年に帰国後、企画部地域三課長、アフリカ・中近東・欧州部アフリカ課長、企画・評価部環境・女性課長、理事長室秘書役、企画・調整部企画グループ長を歴任。2007年にJICAスリランカ事務所長、2008年に同マレーシア事務所長に就任。2010年から広報室長、2014年に国際緊急援助隊事務局長、2016年から同機構理事。2021年宮内庁皇嗣職宮務官。